# Harris (Minnesota)
Pour les articles homonymes, voir Harris.

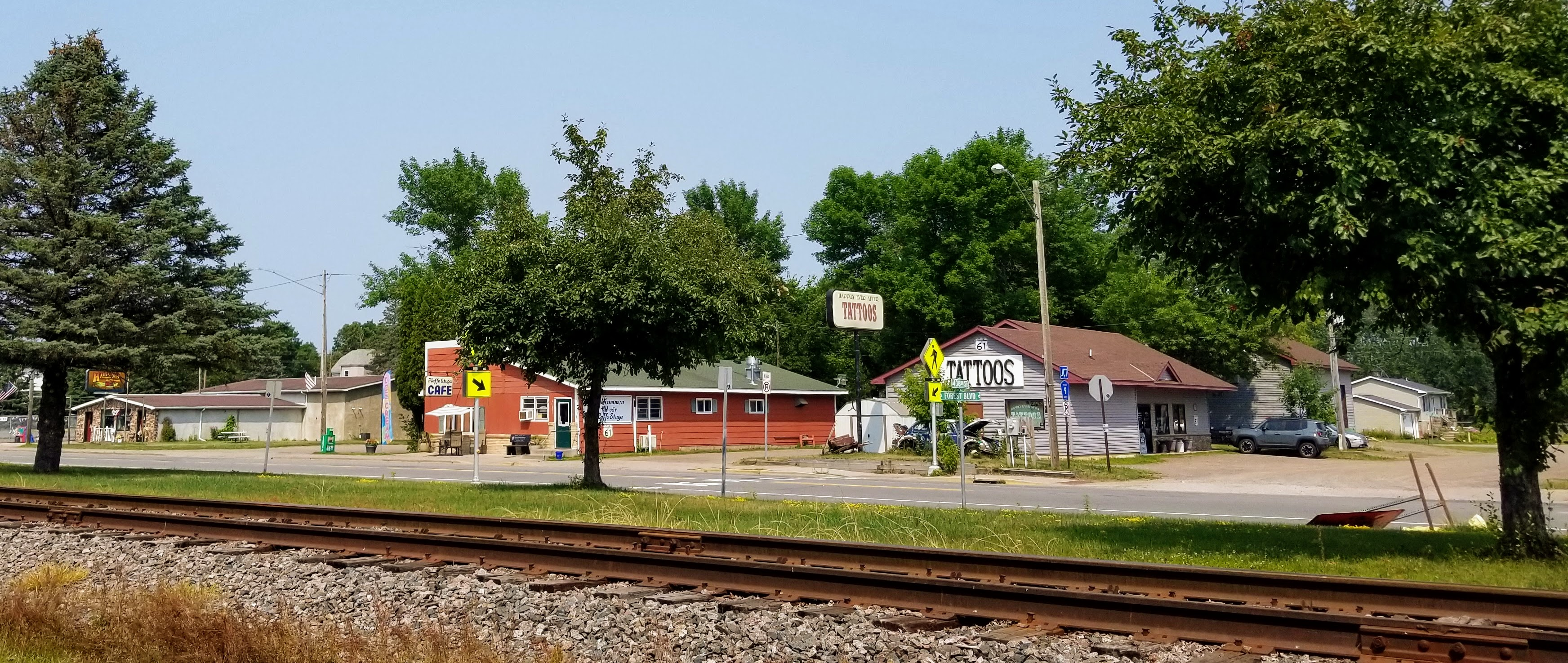
Commerces le long du boulevard Forest

Harris est une ville du comté de Chisago dans le Minnesota, aux États-Unis.